# Lucien Bonaparte-Wyse

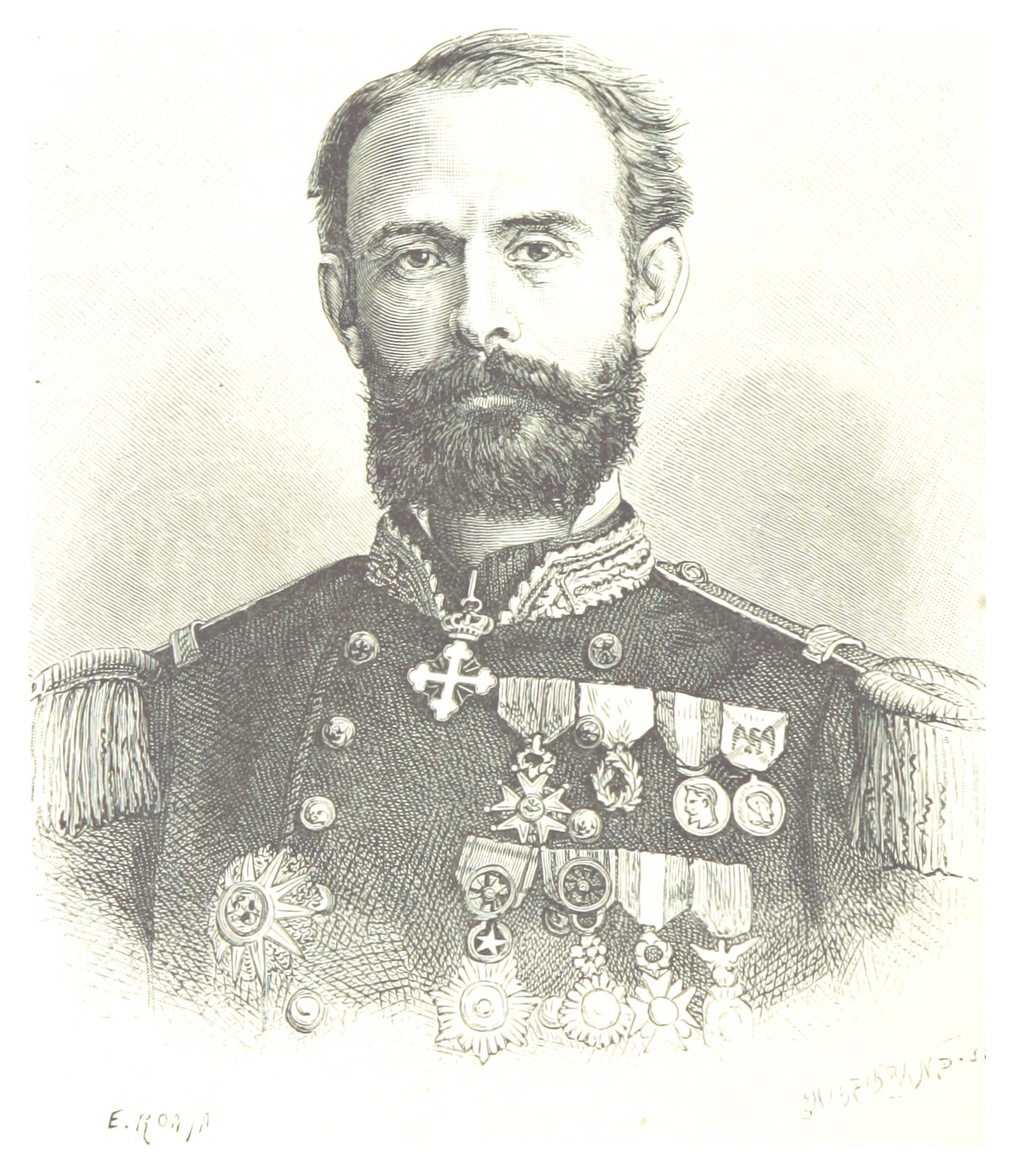
Lucien Bonaparte-Wyse

Lucien Napoléon Bonaparte-Wyse (* 13. Januar 1845 in Paris; † 15. Juni 1909 in Toulon) war ein französischer Ingenieur und Marinesoldat. Er war der Sohn von Lætitia Bonaparte-Wyse, der Tochter von Lucien Bonaparte, des dritten Bruders von Napoleon Bonaparte. Sein offizieller Vater war Sir Thomas Wyse, ein irischer Politiker, während sein leiblicher der Offizier Studholme John Hodgson war.
Bonaparte-Wyse schloss sich als Leutnant zur See der französischen Marine an. Er diente auf dem Schiff Amphion, welches den Heimathafen Toulon hatte. Im Auftrag der französischen Compagnie universelle du canal interocéanique de Panama erhielt er von der kolumbianischen Regierung die Konzession zum Bau eines Kanals. Er unternahm zwei Reisen nach Panama und kam zu dem Schluss, dass das Projekt machbar ist. Der Vertrag, als Wyse-Konzession bekannt, war 99 Jahre gültig und erlaubte dem Unternehmen, einen Kanal zu bauen und zu betreiben. Im Hay-Bunau-Varilla-Vertrag aus dem Jahre 1903 erhielten die Vereinigten Staaten die Konzession zum Kanalbau.
Er heiratete am 14. September 1871 in London, Mary Rose White (* 1855 in Port-au-Prince; † 1875 in Nice). Sie hatten zwei Kinder:
- Napoléon Jérôme Bonaparte-Wyse (1874–1940), verheiratet mit Antoinette de Raoulx de Raousset-Boulbon (1881–1931). Sie hatten zwei Kinder.
- Marie Letizia Bonaparte-Wyse (1875–1959), verheiratet mit Rear Admiral Aristide Henry Nicolas Denis Bergasse du Petit-Thouars (1872–1932). Sie hatten vier Töchter.